# Андреевская волость (Олонецкая губерния)
Андре́евская во́лость — историческая административно-территориальная единица (волость) в составе Каргопольского уезда Олонецкой губернии Российской Империи и РСФСР. Волость состояла из 27 населённого пункта. в составе Каргопольского уезда Олонецкой губернии. Волостное правление располагалось в селении Андреевская.
Упразднена в 1927 году.
В настоящее время территория Андреевской волости относится в основном к Няндомскому району Архангельской области.

## География
Самым удалённым от волостного правления поселением было Долгозерская (27 вёрст).

## История
В ходе реформы административно-территориального деления СССР в 1927 году волость была упразднена.

## Состав волости
В состав волости входило одно сельское общество, включающее 27 деревень:
- Нименское общество

### Населённые пункты
| Нименское общество                        |       |         |       |                   |
| Поселение                                 | Семей | Человек | До ВП | Школа             |
| Долгозерская при озере Долгом             | 16    | 78      | 27    | В 26 верстах      |
| Андреевская при речке Боровихе            | 41    | 254     | 0     | Есть              |
| Сидорова гора при озере Боровом           | 19    | 99      | 1     | В 2 верстах       |
| Софонова гора при озере Боровом           | 23    | 139     | 1     | В 2 верстах       |
| Бережная при озере Боровом                | 14    | 99      | 2     | В 3 верстах       |
| Наумовская при озере Боровом              | 18    | 104     | 3     | В 4 верстах       |
| Яковлевская при речке Островлянке         | 50    | 272     | 5     | Есть              |
| Заручьевская при речке Островлянке        | 27    | 149     | 5     | В 4 верстах       |
| Труфановская при колодцах                 | 7     | 43      | 5     | В 0,5 версты      |
| Бурачиха при колодцах                     | 11    | 65      | 5     | В 0,5 версты      |
| Кузьминская при озере Боровом             | 28    | 126     | 3     | Есть              |
| Савинская при озере Боровом               | 24    | 114     | 3     | В 0,5 версты      |
| Захарьина при озере Боровом               | 8     | 40      | 2     | В 2 верстах       |
| Хвостиха при озере Стороннем              | 21    | 140     | 1,5   | В 1 версте        |
| Емельяниха при озере Некрасовском         | 4     | 19      | 1     | В 1 версте        |
| Бобриха при озере Стороннем               | 14    | 75      | 1     | В 1 версте        |
| Беловская при озере Белом                 | 14    | 90      | 2     | В 1 версте        |
| Кондовская при реке Нименьге              | 29    | 177     | 4     | В 3 верстах       |
| Липовская при колодце                     | 22    | 160     | 12    | В смежном селении |
| Вадьезерская при озере Вадьезерском       | 25    | 152     | 16    | Есть              |
| Устьнименьга при реках Нименьге и Волошке | 12    | 76      | 21    | Есть              |
| Востровская при озере Нименском           | 14    | 94      | 10    | В 2 верстах       |
| Нискоглядовская при озере Нименском       | 25    | 121     | 14    | В 4 верстах       |
| Шултус при озере Нименском                | 32    | 171     | 10    | Есть              |
| Некрасиха при озере Некрасовском          | 18    | 118     | 2     | В 3 верстах       |
| Нименский погост при озере Боровом        | 6     | 24      | 0     | В 1 версте        |
| Няндома (Поселок) при речке Боровке       | 12    | 105     | 11    | В 1 версте        |
| Итого                                     | 534   | 3104    |       | 6                 |

## Население
На 1890 год численность населения волости составляла 2590 человек.
На 1905 год численность населения волости составляла 3104 человека. Из них мужчин 1528, женщин 1576. Крестьян среди них 3074 (1514 муж / 1560 жен), некрестьянского населения 3074 (14 муж / 16 жен).
Самое многочисленное поселение — Яковлевская (272 жителя), самое малолюдное — Емельяниха (19 жителей).

## Инфраструктура
Личное подсобное хозяйство с зоной сельскохозяйственного использования, индивидуальная застройка усадебного типа. На 1905 год в волости насчитывалось 499 домов и 534 семьи из 3104 человек. В среднем на каждый крестьянский дом (семью) приходилось по 6,2 (5,8) человек.
Основа экономики — сельское хозяйство. На 1905 год в волости насчитывалось 578 лошадей, 966 коров и 2695 голов прочего скота.
В волости в 1905 году было 6 школ в селениях Андреевская, Яковлевская, Кузьминская, Вадьезерская, Устьнименьга и Шултус. В среднем на 517 человек приходилась 1 школа. Дальше всего до школы было добираться из селения Долгозерская (26 вёрст). В пределах пяти вёрст от ближайшей школы находилось 26 поселений общей численностью 3026 жителей (97,49 %).